# Droga5
Droga5 é uma agência de publicidade de Nova Iorque.

## História
David Droga fundou a Droga5 em Nova Iorque em 2006. Droga disse que nomeou a agência em homenagem à etiqueta que sua mãe costumava costurar em suas roupas (ele é o quinto dos seis filhos e sua mãe costurou etiquetas nas roupas de seus filhos com base na ordem de nascimento).
Em 2008, a Droga5 abriu um segundo escritório em Sydney, na terra natal de David Droga, na Austrália; esse escritório foi fechado em setembro de 2015 quando a Droga5 voltou seu foco para o mercado europeu e seu escritório em Londres, que foi inaugurado em 2013.
Em julho de 2013, a William Morris Endeavor anunciou um investimento minoritário significativo na Droga5. Segundo o The New York Times, "executivos de ambas as empresas disseram que a parceria lhes permitiria criar mais conteúdo com suporte da marca combinando seus significativos recursos de publicidade e entretenimento". O escritório da Droga5 em Nova Iorque mudou-se para Wall Street em 2014.
Em abril de 2019, a Droga5 foi adquirida pela Accenture.

## Prêmios
- Agência da década da Adweek,[9][10]
- Agência do ano dos EUA: 2012,[11] 2014,[12] 2016[13]
- Agência do ano da Ad Age: 2016[14]
- Lista A de Agências da Ad Age: 2010,[15] 2011,[16] 2012,[17] 2013,[18] 2014,[19] 2015,[20] 2016, 2017,[21] 2018[22]
- Agência independente do ano da Campaign UK: 2018[23]
- Agência independente do ano do Festival de Publicidade de Cannes: 2015,[24] 2016,[25] 2017[26]
- Agência do ano da Creativity: 2007,[27] 2011, 2015,[28] 2016
- Agência de publicidade do ano de 2019[29] e Black Pencil Award 2019[30]
- Agência independente do ano da Effies: 2015,[31] 2017,[32] 2018,[33] 2019,[34]
- Empresas mais inovadoras do mundo da Fast Company: 2013,[35] 2017,[36] 2019[37]

## Campanhas notáveis
- Android - Friends Furever[38][39]
- Brady Campaign - End Family Fire[40][41]
- HBO - For the Throne[42][43]
- Hennessy - Harmony: Mastered from Chaos[44]
- Honey Maid - This is Wholesome[45][46]
- IHOP[47][48]
- MailChimp - Did You Mean MailChimp?[49]
- Marc Ecko - Still Free[50][51]
- Microsoft Bing - Decoded[52]
- New York Times - The Truth Is Hard to Find[53] + The Truth Is Worth It[54][55]
- Newcastle Brown Ale - If We Made It[56][57]
- Prudential - Day One[58][59]
- Puma - The After Hours Athlete[60]
- The Great Schlep feat. Sarah Silverman[61]
- Tourism Australia - Dundee (2018)[62][63]
- Under Armour - I Will What I Want[64][65]
- Rule Yourself[66][67]
- UNICEF Tap Project[68][69]